# Unterseeboot 889
L'Unterseeboot 889 (ou U-889) est un sous-marin allemand utilisé par la Kriegsmarine pendant la Seconde Guerre mondiale

## Historique
Après sa phase d'entraînement initial à Stettin en Pologne au sein de la 4. Unterseebootsflottille jusqu'au 14 mars 1945, l'U-889 est affecté à la formation de combat 33. Unterseebootsflottille à Flensbourg en Allemagne.
L'U-889 se rend aux forces alliées le 13 mai 1945 à Shelburne en Nouvelle-Écosse au Canada, à la position géographique 43° 32′ N, 65° 12′ O. Convoyé un premier temps à Halifax le 14 mai 1945, il est, à partir du 10 janvier 1946, remis à l'US Navy. L'U-889 coule fin 1947 par des tirs d'essais de torpilles au large de la Nouvelle-Angleterre.

## Affectations successives
- 4. Unterseebootsflottille du 4 août 1944 au 14 mars 1945
- 33. Unterseebootsflottille du 15 mars 1945 au 8 mai 1945

## Commandement
- Kapitänleutnant Friedrich Braeucker du 4 août 1944 au 8 mai 1945

## Navires coulés
L'U-889 n'a ni coulé, ni endommagé de navire ennemi au cours de l'unique patrouille qu'il effectua.

## Sources
- « U-889 », sur Uboat.net